# Jean Michel de Vesly

Wappen

Jean Michel de Vesly, auch bekannt als Jean Michel de Coutances oder seinem Pseudonym Zachée, (* 1535 in Savigny bei Coutances, Königreich Frankreich; † 29. Januar 1600 in der Grande Chartreuse, Königreich Frankreich) war ein französischer Kartäuser, Übersetzer und Mystischer Autor.

## Leben
Jean-Michel de Vesly war der Sohn von Pierre Michel de Vesly († 1549) und Gillette Quétil.
Am 17. April 1571 legte er seine Profess in der Chartreuse de Paris ab. Er wurde Prior in der Chartreuse du Liget, wo er mit der Ausarbeitung der Ordinaire cartusien, den Riten und Liturgien des Ordens, beauftragt wurde.
1576 wurde er Prior in Paris und Visitator der Provins France-sur-Loire.
Er beteiligte sich am Projekt von Heinrich III. und gehörte von 1588 bis 1589 der Heiligen Liga an.
1593 wurde er Assistent von Jérôme Marchant, Prior der Grande Chartreuse und Generalminister des Kartäuserordens. 1594 folgte er Marchant in seinen Ämtern nach. Er zeichnete sich durch seine besondere Verehrung des Heiligsten Herzens Jesu aus. Er setzte den Wiederaufbau des Klosters Grande Chartreuse fort und 1595 wurde der letzte Teil des großen Kreuzgangs fertiggestellt, um mehr Novizen aufnehmen zu können.